# العلاقات الجنوب إفريقية اللاوسية
العلاقات الجنوب أفريقية اللاوسية هي العلاقات الثنائية التي تجمع بين جنوب أفريقيا ولاوس.

## مقارنة بين البلدين
هذه مقارنة عامة ومرجعية للدولتين:
| وجه المقارنة                                              | جنوب أفريقيا | لاوس        |
| --------------------------------------------------------- | --- | ----------- |
| المساحة (كم2)                                             | 1.22 مليون | 236.80 ألف  |
| عدد السكان (نسمة)                                         | 57.73 مليون | 6.86 مليون  |
| الكثافة السكانية (ن./كم²)                                 | 47.32 | 28.97       |
| العاصمة                                                   | بريتوريا، بلومفونتين، كيب تاون | فيينتيان    |
| اللغة الرسمية                                             | لغة إنجليزية، اللغة الأفريقانية، اللغة النديبلي الجنوبية، اللغة السوثو الشمالية، اللغة السوتية، لغة سوازي، اللغة التسونجا، اللغة التسوانية، اللغة الفيندية، اللغة الكوسية، اللغة الزولوية | اللغة اللاو |
| العملة                                                    | راند جنوب أفريقي | كيب لاوي    |
| الناتج المحلي الإجمالي (بليون دولار)                      | 349.42 مليار | 16.85 مليار |
| الناتج المحلي الإجمالي (تعادل القوة الشرائية) بليون دولار | 725.91 مليار | 38.71 مليار |
| الناتج المحلي الإجمالي الاسمي للفرد دولار أمريكي          | 5.72 ألف | 1.82 ألف    |
| الناتج المحلي الإجمالي للفرد دولار أمريكي                 | 13.05 ألف |             |
| مؤشر التنمية البشرية                                      | 0.666 | 0.575       |
| رمز المكالمات الدولي                                      | +27 | +856        |
| رمز الإنترنت                                              | .za | .la         |
| المنطقة الزمنية                                           | ت ع م+02:00، أفريقيا/جوهانسبرغ ‏ | ت ع م+07:00 |

## منظمات دولية مشتركة
يشترك البلدان في عضوية مجموعة من المنظمات الدولية، منها:
| علم المنظمة | اسم المنظمة                        | تاريخ انضمام جنوب أفريقيا | تاريخ انضمام لاوس |
| ----------- | ---------------------------------- | ------------------------- | ----------------- |
|             | مؤسسة التنمية الدولية              | 12 أكتوبر 1960            | 28 أكتوبر 1963    |
|             | يونسكو                             | 4 نوفمبر 1946             | 9 يوليو 1951      |
|             | وكالة ضمان الاستثمار متعدد الأطراف | 10 مارس 1994              | 5 أبريل 2000      |
|             | الأمم المتحدة                      | 7 نوفمبر 1945             | 14 ديسمبر 1955    |
|             | البنك الدولي للإنشاء والتعمير      | 27 ديسمبر 1945            | 5 يوليو 1961      |
|             | منظمة حظر الأسلحة الكيميائية       | ?                         | ?                 |
|             | مؤسسة التمويل الدولية              | 3 أبريل 1957              | 29 يناير 1992     |
|             | منظمة الشرطة الجنائية الدولية      | ?                         | ?                 |

## وصلات خارجية
- موقع وزارة الخارجية الجنوب أفريقية
- موقع وزارة الخارجية اللاوسية